# Djuptjärnen (Ljusnarsbergs socken, Västmanland, 665383-145280)
Djuptjärnen är en sjö i Ljusnarsbergs kommun i Västmanland och ingår i Norrströms huvudavrinningsområde.